# Uno-X Mobility
Uno-X Mobility is een wielerploeg die een Noorse licentie heeft. De ploeg bestaat sinds 2010. Sinds 2024 komt het onder de huidige naam uit, daarvoor als Ringeriks-Kraft(-Look), Uno-X Norwegian Development Team en Uno-X Pro Cycling Team. Het team kwam uit in de continentale circuits van de UCI maar sinds 2020 beschikt het team over een UCI ProTeam licentie.
Uno-X Mobility ging in 2024 een overeenkomst aan met Ridley als fietsenleverancier vanaf het seizoen 2025 voor tien jaar.

## Ploegleiding 2024
N.B. allen Noren, tenzij anders aangegeven

### Overwinningen
Zie jaarpagina's voor een compleet overzicht vanaf 2022.
2014
 NK op de weg, Elite: Michael Olsson
2016
Scandinavian Race in Uppsala: Syver Wærsted
2017
Fyen Rundt: Audun Fløtten
2018
3e etappe Ronde van Rhodos: Syver Wærsted
Ringerike GP: Syver Wærsted
Omloop Het Nieuwsblad U23: Erik Nordsæter Resell
2019
Ringerike GP: Kristoffer Skjerping
3e etappe Ronde van Opper-Oostenrijk:Anders Skaarseth
 Noors kampioenschap tijdrijden: Andreas Leknessund
4e etappe Arctic Race of Norway: Markus Hoelgaard
Gylne Gutuer: Kristoffer Skjerping
2020
Grote Prijs van Rhodos: Erlend Blikra
2e etappe Ronde van Rhodos: Erlend Blikra
 Noors kampioenschap tijdrijden: Andreas Leknessund
2e etappe Bałtyk-Karkonosze-Tour: Frederik Madsen
Hafjell GP (individuele tijdrit): Andreas Leknessund
Lillehammer GP: Andreas Leknessund
2e etappe Ronde van Małopolska: Jonas Abrahamsen
3e etappe Ronde van Małopolska: Torstein Træen
1e etappe (ploegentijdrit) Giro della Regione Friuli Venezia Giulia
3e etappe Giro della Regione Friuli Venezia Giulia: Andreas Leknessund
Eindklassement Giro della Regione Friuli Venezia Giulia: Andreas Leknessund
Ploegenklassement Giro della Regione Friuli Venezia Giulia
2021
Proloog Ronde van de Mirabelle: Idar Andersen
3e etappe Ronde van de Mirabelle: Erlend Blikra
Fyen Rundt: Niklas Larsen
Dwars door het Hageland: Rasmus Tiller

## Grote rondes
| Jaar | Ronde van Italië   | Ronde van Italië | Ronde van Frankrijk            | Ronde van Frankrijk  | Ronde van Spanje   | Ronde van Spanje |
| Jaar | hoogste klassering | etappewinst      | hoogste klassering             | etappewinst          | hoogste klassering | etappewinst      |
| ---- | ------------------ | ---------------- | ------------------------------ | -------------------- | ------------------ | ---------------- |
| 2023 | geen deelname      | geen deelname    | 30e Tobias Halland Johannessen |                      | geen deelname      | geen deelname    |
| 2024 | geen deelname      | geen deelname    | 34e Odd Christian Eiking       |                      | geen deelname      | geen deelname    |
| 2025 | geen deelname      | geen deelname    | 6e Tobias Halland Johannessen  | 11e Jonas Abrahamsen |                    |                  |

Mannen: 2020 · 2021 · 2022 · 2023 · 2024 · 2025
Vrouwen: 2022 · 2023 · 2024 · 2025
Burgos-Burpellet-BH · Caja Rural-Seguros RGA · Equipo Kern Pharma · Euskaltel-Euskadi · Israel-Premier Tech · Lotto · Q36.5 Pro Cycling Team · Solution Tech-Vini Fantini · Team Corratec-Vini Fantini · Team Flanders-Baloise · Team Novo Nordisk · Polti VisitMalta · TotalEnergies · Tudor Pro Cycling Team · Unibet Tietema Rockets · Uno-X Mobility · VF Group-Bardiani CSF-Faizanè · Wagner Bazin WB
Zie ook: UCI ProSeries · Continental Circuits
Abrahamsen · Andersen · Blikra · Charmig · Dversnes · Eg · Gregaard · Gudmestad · Halvorsen · Hansen · Hindsgaul · Holter · Hulgaard · A. Johannessen · T. Johannessen · K. Kulset · S. Kulset · Larsen · Levy · Resell · Saugstad · A. Skaarseth · I. Skaarseth · Sleen · Tiller · Træen · Urianstad · Wærenskjold · Wærsted
Abrahamsen · Andersen · Bendixen · Blikra  · Blume Levy · Charmig · Dversnes · Eg · Fredheim · Gregaard · Gudmestad · Halvorsen · Hindsgaul · Holter · A. Johannessen · T. Johannessen · Kristoff · M. Kulset · S. Kulset · Larsen · Norman Leth · Resell · Sander Hansen · Skaarseth · Tiller · Træen · Urianstad · Wærenskjold
Abrahamsen · Andersen · Bendixen · Bévort · Blikra  · Blume Levy · Cort · Dversnes · Eiking (vanaf 8/2) · Fredheim · Gudmestad · Hoelgaard · Holter · Hvideberg · A. Johannessen · T. Johannessen · Kristoff · J. Kulset · M. Kulset · S. Kulset · Larsen · Leknessund · Løland · Resell · Sander Hansen · Skaarseth · Tiller · Urianstad · Wallin · Wærenskjold